# Gare de Shin-Nagata
La gare de Shin-Nagata (新長田駅, Shin-Nagata-eki) est une gare ferroviaire et station de métro localisée dans la ville de Kobe, dans la préfecture de Hyōgo. Elle est exploitée par les compagnies JR West, sur la ligne Sanyō (ligne JR Kobe) pour le ferroviaire et par le Bureau des transports municipaux de Kobe pour les lignes Kaigan et Seishin-Yamate pour le métro. Le numéro de gare est JR-A65 pour la JR West, S09 pour la station sur la ligne Seishin-Yamate.

## Situation ferroviaire
Établie à 6 mètres d'altitude, la gare de Shin-Nagata est située au point kilométrique (PK) 4.1 de la ligne Sanyō. La gare JR fait  partie des gares appartenant à la ligne Sanyō, surnommé (ligne JR Kobe) entre Kobe et Himeji. La gare fait partie du système de quartier municipaux spécifiques de la JR. La gare est aussi avec trois autres gares Sannomiya, Motomachi et Kobe, des gares connectées à la gare Shinkansen de Shin-Kōbe
La carte ICOCA est valable pour passer les portillons d'accès aux quais.

## Histoire
Le 1er avril 1954, la gare ferroviaire de Shin-Nagata est inauguré et son service est exclusivement pour voyageurs. Le 17 janvier 1995, la gare est fermée à cause du séisme de 1995 à Kobe. En 2003, la carte ICOCA devient utilisable en gare.  
En 2015, la fréquentation journalière de la gare était de  21 851 personnes
| 2010   | 2011   | 2012   | 2013   | 2014   | 2015   |
| 21 027 | 21 064 | 21 122 | 21 421 | 21 401 | 21 851 |

## Service des voyageurs

### Accueil
La gare dispose d'un guichet, ouvert tous les jours de 7 h 30 à 20 h, de billetterie automatique verte pour l'achat de titres de transport pour shinkansen et train express. la carte ICOCA est également possible pour l’accès aux portillon  d’accès aux quais.
La gare possède également un coin pour les consignes automatique.

### Desserte
La gare de Shin-Nagata dispose de deux quais et de deux voies. La desserte est effectuée par des trains locaux.
| N° de voie | Ligne     | Direction                     |
| ---------- | --------- | ----------------------------- |
| 1          | A JR Kôbe | Nishi-Akashi - Himeji         |
| 2          | A JR Kôbe | Sannomiya - Amagasaki - Ôsaka |

Installations et desserte
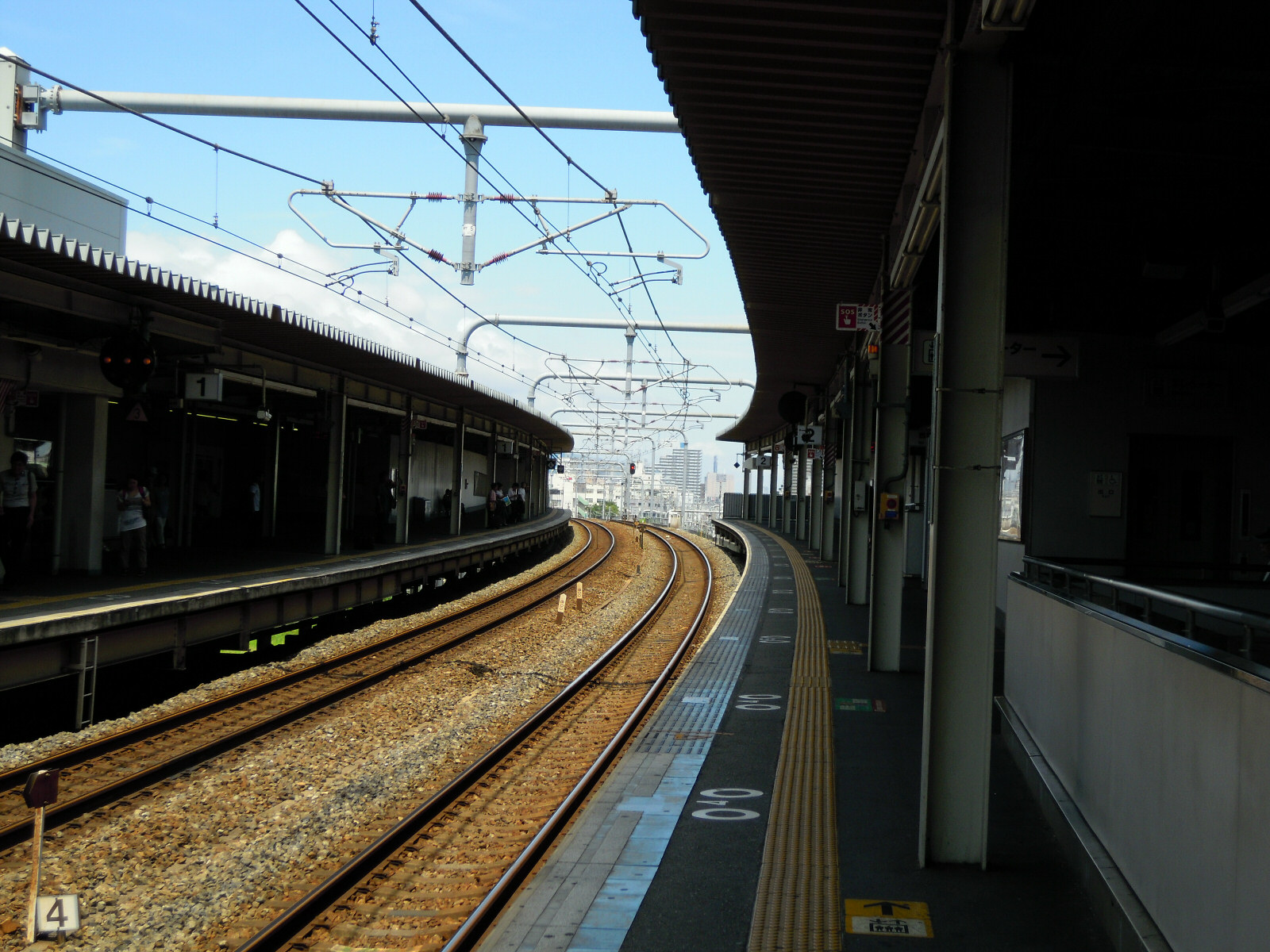
Voies et quais.
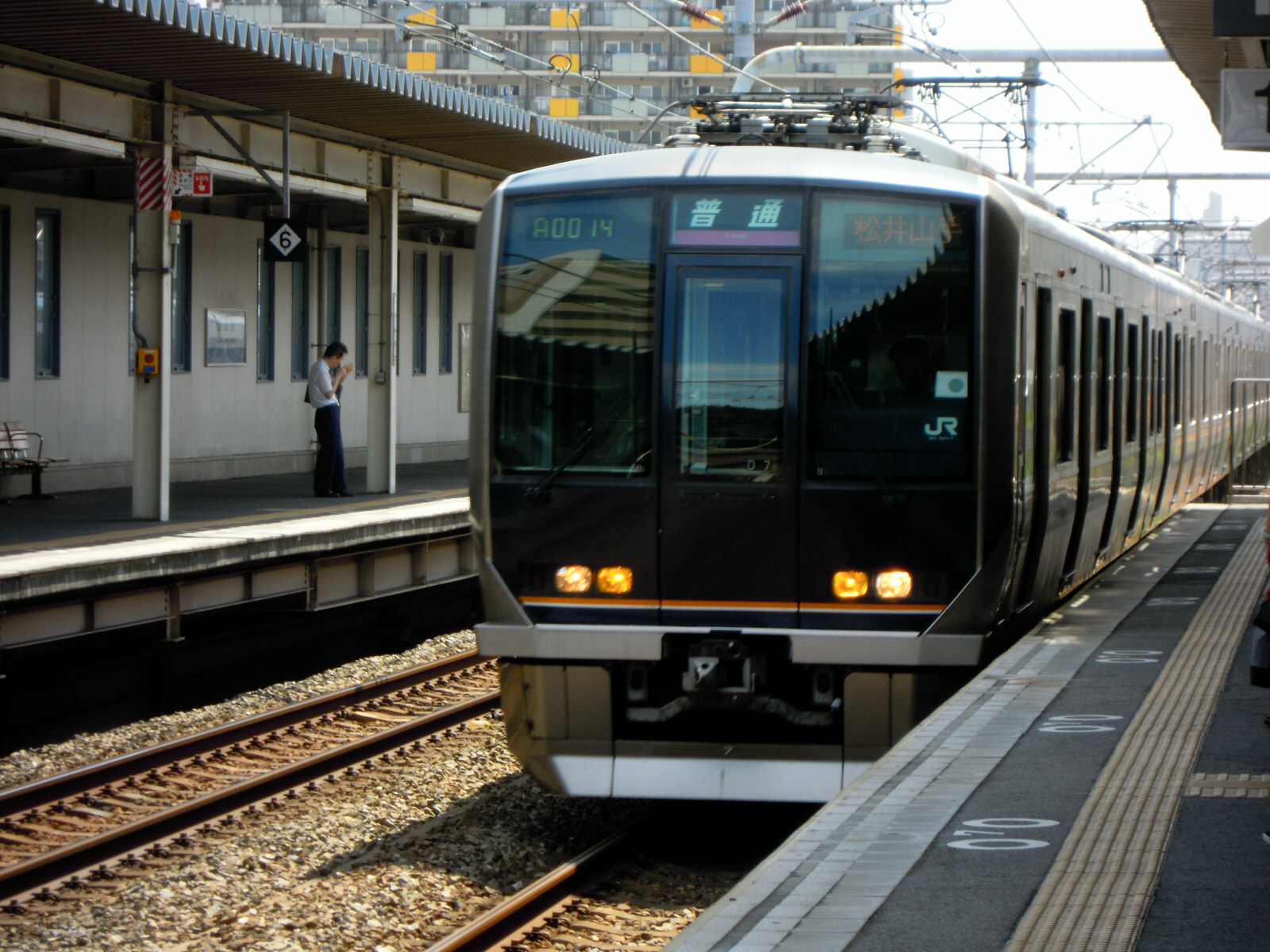
Voies et quais.
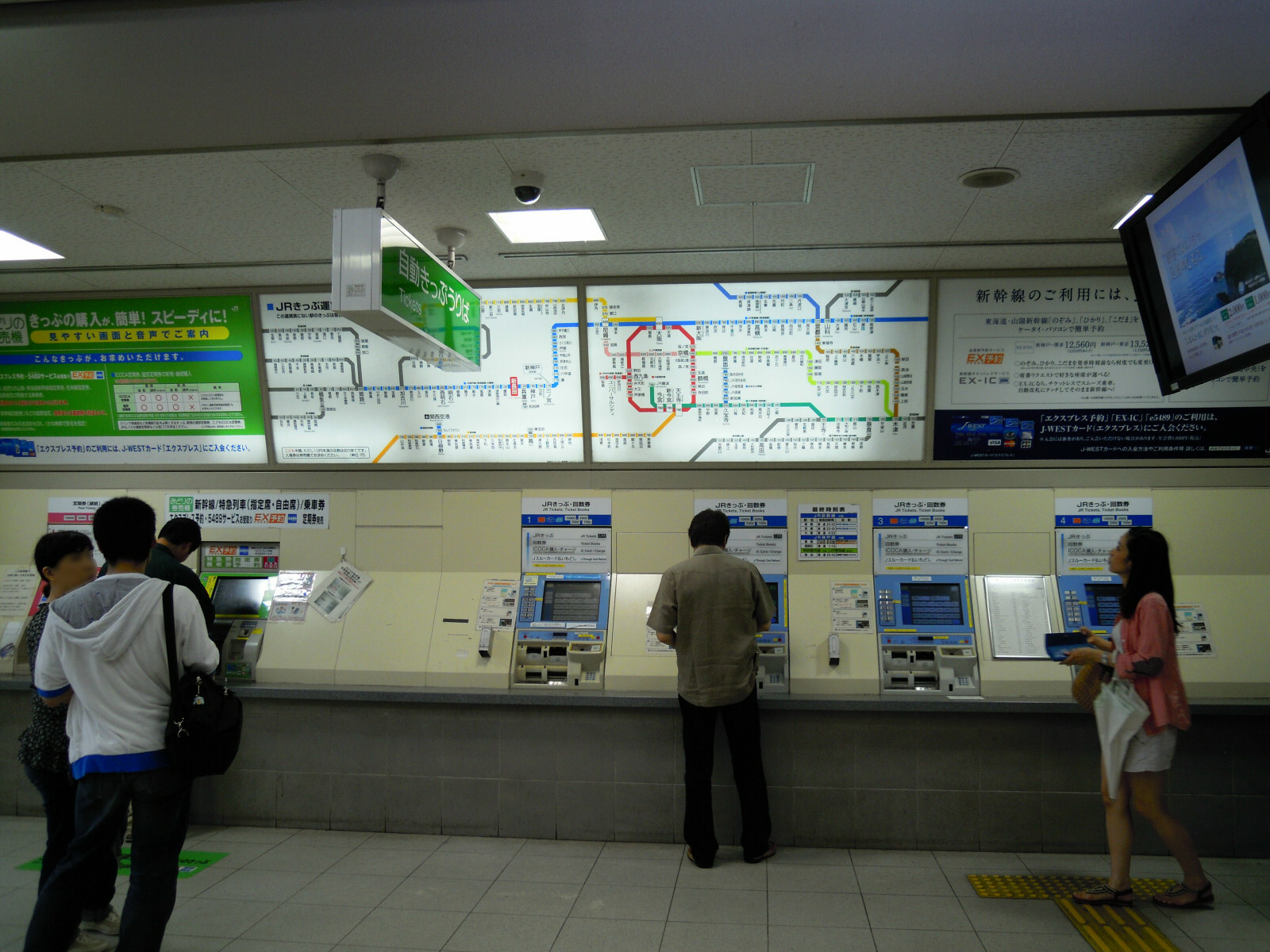
Automate d'achat de billet de train.

### Intermodalité
Elle est en correspondance avec la station Shin-Nagata du métro municipal de Kobe.
Un arrêt de bus du réseau de la ville de Kobe est également disponible près de la gare.

## À proximité
La gare permet d'accéder à plusieurs lieux remarquables : la bibliothèque municipale Shin-Nagata de Kobe, le parc Wakamatsu.